# Pustomyty
Pustomyty (em ucraniano:  Пустомити) é uma cidade da Ucrânia, situada no Oblast de Leópolis. Tem 13,37 km² de área e sua população em 2020 foi estimada em 10.873 habitantes.